# Monte Carse
El monte Carse es una montaña que tiene varios picos, el más alto de ellos de 2330 m s. n. m. Se alza 3 km al norte de la cordillera Salvesen de la isla Georgia del Sur. Fue explorado por la South Georgia Survey entre 1951 y 1957 y recibió su nombre por V. Duncan Carse, líder de cuatro expediciones de SGS durante aquella época.